# Jean de Louvain
Jean de Louvain (Louvain, Belgique, début XVIe siècle - 1554), est un membre et homme d'armes de la dynastie des Louvain qui fut actif au cours de la première moitié du XVIe siècle.

## Biographie
Jean de Louvain est probablement né à Louvain tout au début du XVIe siècle. Il a été au service du Roi de France en tant que colonel d'un régiment de lansquenets.
Ses émulents ou sa brutalité lui ont permis de prendre possession au détriment du chapitre de Braux du mont de Linchanps, point stratégique de la frontière entre le royaume de France et le Saint-Empire romain germanique, où il a érigé un château en 1530 d'où il a dépouillé régulièrement les paysans et ravagé les terres.
À la tête d'une troupe d'une cinquantaine de mercenaires il fit la guerre à Charles Quint mais sa brutalité et son insoumission finirent par irriter le roi de France Henri II qui mit fin à la tyrannie en faisant détruire la forteresse et en rétablissant le pouvoir royal en 1550.
Jean de Louvain, ayant fui Linchamps avant l'intervention, est réputé mort en 1554.

## Sources
- Danièle Vallet, Château de Linchamps et généalogie, Bulletin n°22, Ardennes Généalogie, décembre 2010